# Aleksandra Prokopska
Aleksandra Małgorzata Prokopska – polska architekt, doktor habilitowany nauk technicznych inżynier, profesor nadzwyczajny Politechniki Rzeszowskiej im. Ignacego Łukasiewicza, specjalistka w zakresie architektura przemysłowa, metodologia projektowania, projektowanie architektoniczne, teoria architektury.

## Życiorys
W 1988 na podstawie napisanej pod kierunkiem Józefa Gawłowskiego rozprawy pt. Uwarunkowania architektoniczne w kształtowaniu form przemysłowych urządzeń technologicznych na przykładzie huty cynku otrzymała na Wydziale Architektury Politechniki Gdańskiej stopień naukowy doktora nauk technicznych dyscyplina: architektura i urbanistyka. Na podstawie dorobku naukowego oraz rozprawy pt. Zastosowanie metody analizy morfologicznej w projektowaniu architektonicznym na przykładzie twórczości Le Corbusiera uzyskała w 2001 na Wydziale Architektury Politechniki Warszawskiej stopień doktora habilitowanego nauk technicznych dyscyplina: architektura i urbanistyka specjalność: projektowanie architektoniczne.
Została profesorem nadzwyczajnym Politechniki Rzeszowskiej im. Ignacego Łukasiewicza na Wydziale Budownictwa, Inżynierii Środowiska i Architektury oraz kierownikiem Zakładu Projektowania Architektonicznego i Grafiki Inżynierskiej na tym wydziale.